# Sydney Tower
Sydney Tower (známá též jako AMP Tower, AMP Centrepoint Tower, Centrepoint Tower, či prostě jen Centrepoint je nejvyšší volně stojící stavbou v Sydney a druhou nejvyšší stavbou v Austrálii. Je též druhou nejvyšší vyhlídkovou věží na jižní polokouli.
Věž stojící v centru Sydney je i s anténou vysoká 305 m, nejvyšší patro se nachází ve výšce 260 m. Stavba, s níž se započalo v roce 1970 (výstavba vlastní věže začala roku 1975), byla veřejnosti zpřístupněna v roce 1981. Dnes patří k předním turistickým atrakcím města.

## Zajímavosti
- Před stavbou Sydney Tower činil výškový limit pro městské stavby 279 m, aby byl zaručen bezpečný přelet hydroplánů.
- Pro veřejnost jsou zpřístupněny tři části věže:
  - Kryté vyhlídkové patro ve výšce 250 m umožňující pohled na panoráma města v úhlu 360 º, kde je též obchod s upomínkovými předměty.
  - Sydney Tower Skywalk - otevřená vyhlídková plošina ve výšce 260 m, kam je přístup pouze pro organizované výpravy.
  - Otočné výškové restaurace, jež pojmou 220 návštěvníků.
- Maximální kapacita věže činí 960 lidí. Cestu z přízemí do vyhlídkového patra zajišťují tři rychlovýtahy, které za příznivých povětrnostních podmínek dopraví cestující nahoru za 40 sekund.

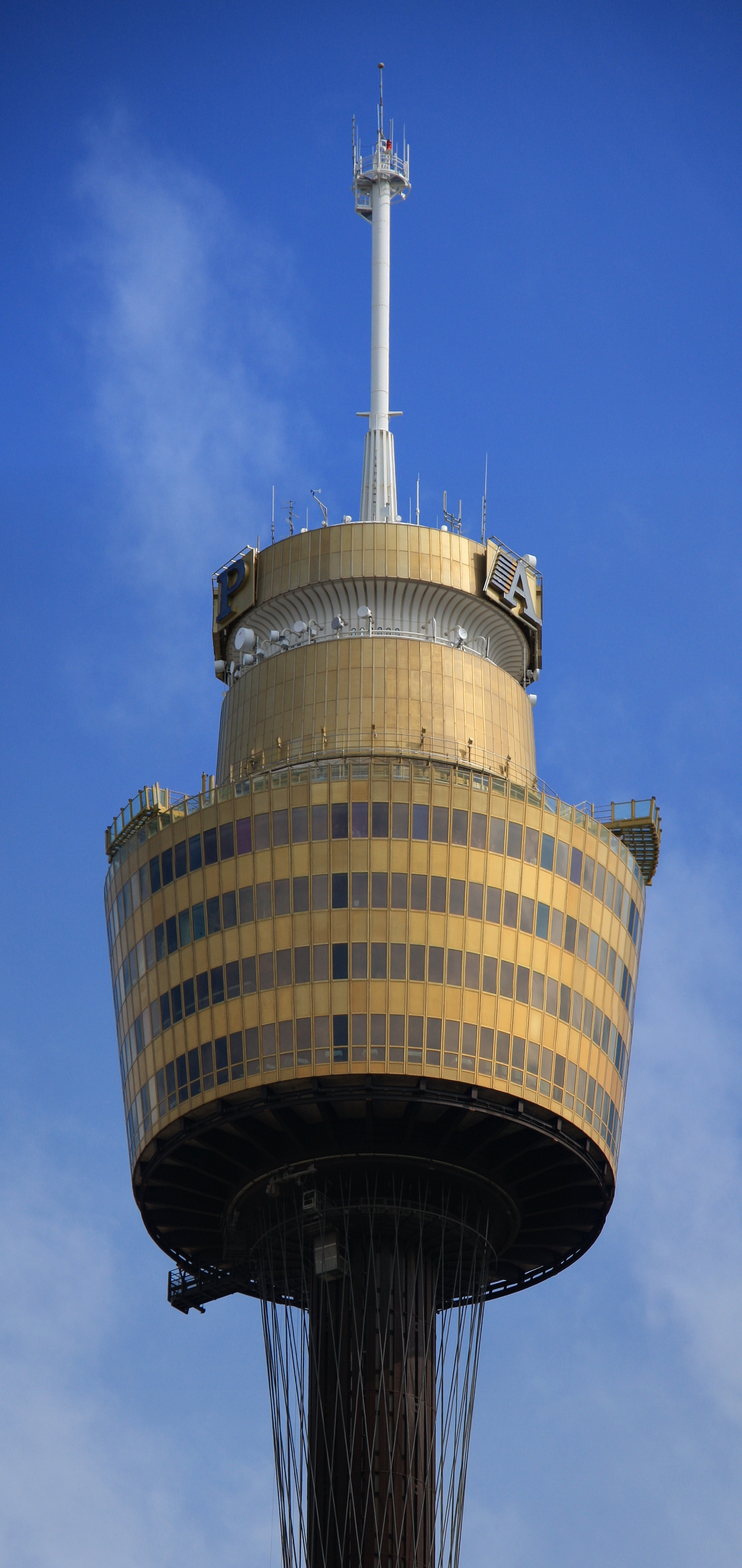
Detail vrcholu věže
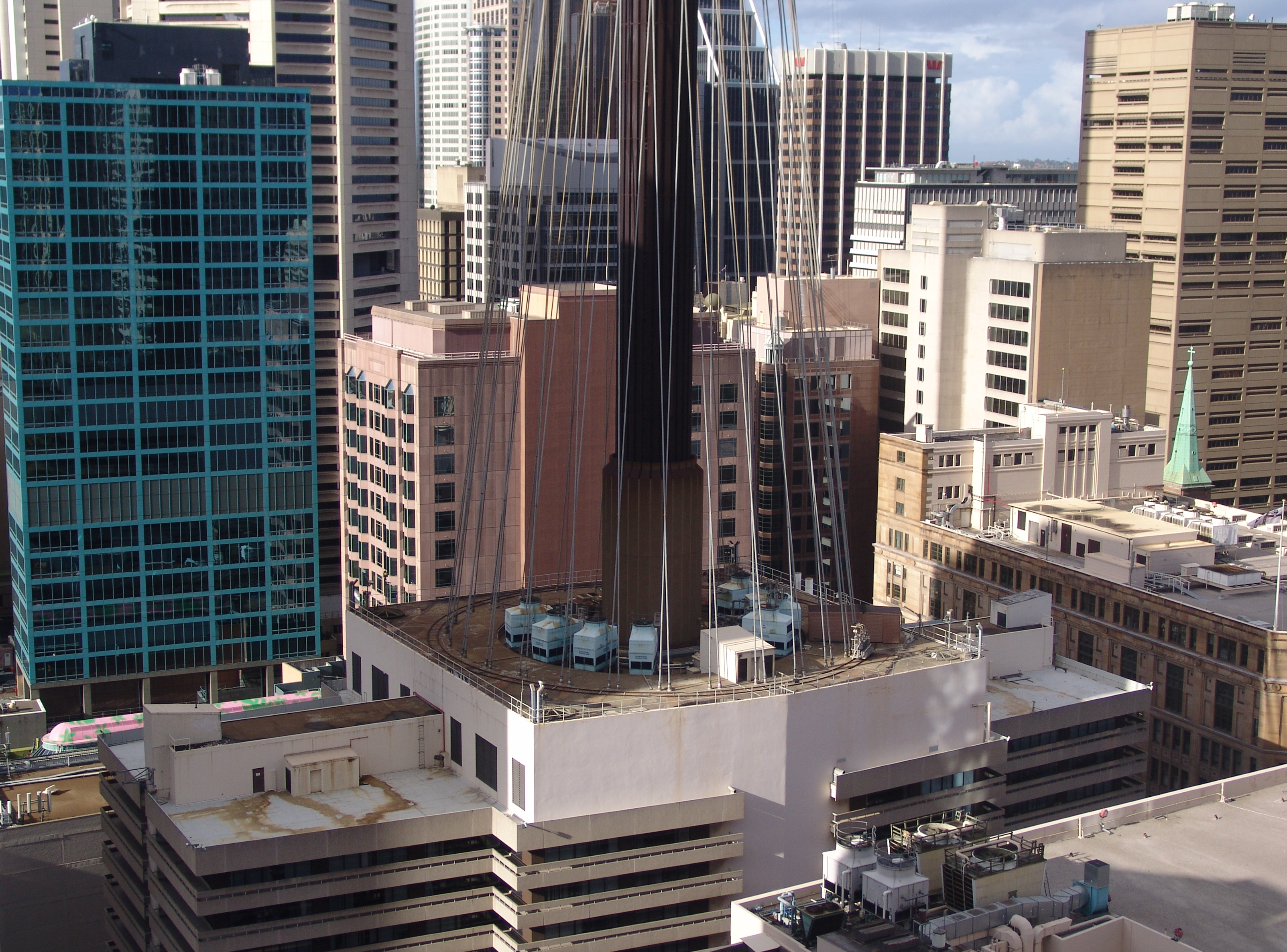
Základna Sydney Tower
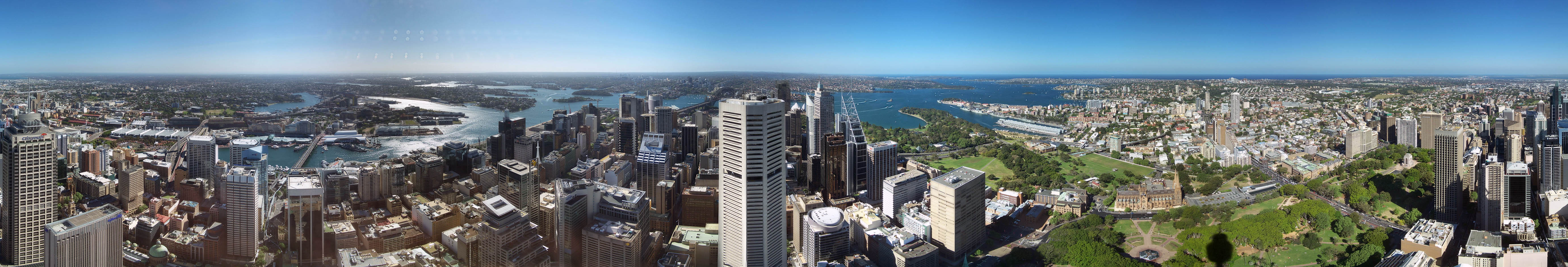
Panoramatický pohled z vrcholu Sydney Tower